# 尾道福山自動車道
尾道福山自動車道（おのみちふくやまじどうしゃどう、英語: ONOMICHI-FUKUYAMA EXPWY）は、山陽自動車道と西瀬戸自動車道を結ぶ高規格幹線道路で、国道2号松永道路のうち福山西ICから西瀬戸尾道ICまでの区間を指す。略称は尾道福山道（おのみちふくやまどう）。
高速道路ナンバリングによる路線番号は、西瀬戸自動車道（瀬戸内しまなみ海道）と今治小松自動車道とともに、「E76」が割り振られている。
松永道路の重複区間であるため「尾道福山道」使用例は西藤IC入口案内など少数に留まり、尾道福山自動車道の名称の知名度は低い。

## 概要
- 起点：福山市今津町（松永道路と接続）
- 終点：尾道市高須町（尾道バイパス、E76 西瀬戸自動車道と接続）
- 延長：4.0 km
- 規格：第1種第3級（自動車専用道路）
- 道路幅員 
  - 土工部：22.00 m
- 車線数：完成4車線
- 車線幅員：3.50 m
- 設計速度：80 km/h
- 制限速度：60 km/h

## 沿革
- 1972年（昭和47年）：事業化
- 1987年（昭和62年）6月27日：暫定2車線供用
- 1999年（平成11年）3月：4車線化、及び立体化された連結施設である西瀬戸尾道ICの完成。

## インターチェンジなど
- 全区間広島県内に所在。
- 国道2号松永道路と重複。
- 英略字は以下の項目を示す。
IC：インターチェンジ

| IC 番号 | 施設名       | 接続路線名                                                       | 起点 から (km) | 備考 | 所在地 |
| ------- | ------------ | ---------------------------------------------------------------- | -------------- | ---- | ------ |
| 22      | 福山西IC     | E2 山陽自動車道 国道2号（松永道路）                              |                |      | 福山市 |
|         | 西藤IC       | 県道54号福山尾道線                                               |                |      | 尾道市 |
| 1       | 西瀬戸尾道IC | E76 西瀬戸自動車道（瀬戸内しまなみ海道） 国道2号（尾道バイパス） |                |      | 尾道市 |